# 圣本笃堂 (伊斯坦布尔)
圣本笃堂 (法語：Saint Benoît)是一座罗马天主教 教堂，位于土耳其伊斯坦布尔贝伊奥卢区卡拉柯伊街区（旧名加拉达），一个阶梯顶部的平台。该堂并非罗马天主教的堂区，但却是伊斯坦布尔仍在使用的最古老的天主教堂。

## 历史
1427年5月12日，来自热那亚的本笃会修士们在加拉达山南坡建立了一座修道院， 位于热那亚殖民地的城墙内。教堂供奉圣本笃和圣母，位于古代拜占庭教堂废墟上。1450年，修道院共有16名修士。1453年，君士坦丁堡的陷落前，修士们将圣骨运回热那亚。
奥斯曼帝国苏丹曾威胁要将其改为清真寺，供从西班牙被驱逐的摩尔人使用。由于法国国王的干涉，修士们留下，修道院成为法国大使的皇家教堂。1583年11月18日，耶稣会接管教堂，建立一所学校，至今仍是伊斯坦布尔最优秀的私立学校之一。1610年大火后威尼斯和法国帮助修复。在1686年和1731年该堂又被烧毁，均由法国大使重建。

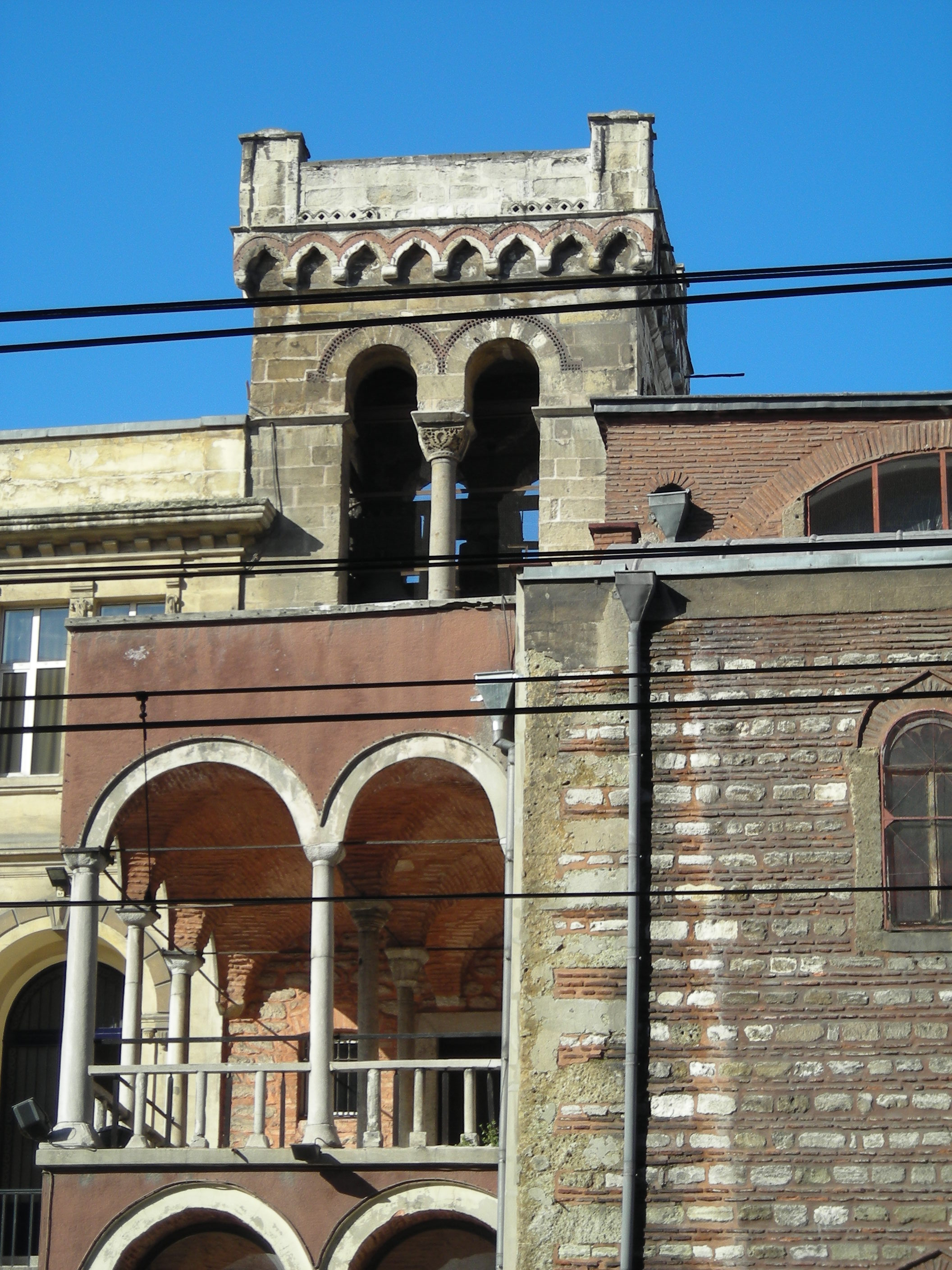
钟楼细部